# Manna Kielland
Manna Kirstine Kielland, född 15 februari 1882 i Kristiania, död 22 januari 1979, var en norsk målare.
Hon var dotter till löjtnanten Jacob Kielland och Wennicke Kirstine Grove. Hon studerade konst vid Den kgl. Tegneskole i Kristiania 1902-1907 och vid Harriet Backers malerskole 1907-1908, Statens Kunstakademi i Kristiania 1909-1910 samt för Marie Vassilieff och Kees van Dongen i Paris 1913 samt för Pedro Araujo i Paris 1920-1921. Hon debuterade i Statens Kunstutstilling 1907 med litografin Kamp mellem Hunde og Ulve efter Johannes Fyt 1652 i Kunstmuseet som då inte väckte någon större uppmärksamhet vid utställningen 1910 kom hennes upprättelse då målningen Fra Savalen blev en av utställningens höjdpunkter inom landskapsmåleriet och fick fina lovord av Jappe Nilssen i Dagbladet. Hon kom under de följande åren medverka i en rad samlingsutställningar fram till 1922. Bland annat medverkade hon i utställningen Norska konstnärers arbeten som visades på Konstakademien i Stockholm 1904 och Världsutställningen i San Francisco 1915. Separat ställde hon ut på Kunstnerforbundet i Oslo 1916 och 1922. Efter att hon drabbades av en psykisk sjukdom 1922 minskade hennes konstnärliga produktivitet. Hennes konst består av aktstudier, stilleben, interiörer och landskapsskildringar. Kielland är representerad vid bland annat Skien kommunes kunstsamling och Nasjonalgalleriet.